# Maria Elena Bottazzi
Pour les articles homonymes, voir Bottazzi.
Maria Elena Bottazzi est une microbiologiste italo-hondurienne, actuellement doyenne associée de l'École nationale de médecine tropicale au Baylor College of Medicine, ainsi que professeure de biologie à l'université Baylor au Texas. Elle est rédactrice en chef des Current Tropical Medicine Reports de Springer. Elle et Peter Hotez ont dirigé l'équipe qui a conçu le vaccin contre le COVID-19 Corbevax.

## Jeunesse
Fille d'un diplomate hondurien, Bottazzi est née en Italie. Elle a déménagé au Honduras à l'âge de huit ans,,. Elle a étudié la microbiologie et la chimie clinique à l'université nationale autonome du Honduras, puis a obtenu un doctorat en immunologie moléculaire et pathologie expérimentale à l'université de Floride en 1995. Elle a rédigé des travaux postdoctoraux en biologie cellulaire à l'université de Miami en 1998 et à l'université de Pennsylvanie en 2001.

## Carrière
Bottazzi est la doyenne associée de l'École nationale de médecine tropicale du Baylor College of Medicine et professeure émérite de biologie à l'université Baylor au Texas.
Avec Peter Hotez, Bottazzi dirige le Texas Children's Hospital Center for Vaccine Development. Le centre développe des vaccins contre les maladies tropicales négligées et d'autres maladies émergentes et infectieuses. L'un de ces vaccins était un vaccin contre le SARS-CoV qui était prêt pour des essais sur l'homme en 2016, mais à l'époque, l'équipe n'a trouvé personne d'intéressé pour le financer. Avec le début de la pandémie de COVID-19, Bottazzi et Hotez ont obtenu un financement pour développer Corbevax, un vaccin contre le COVID-19 que leur groupe proposait sans brevet de propriété intellectuelle, dans l'espoir de réduire les coûts de production. Ce vaccin utilise également la technologie des protéines recombinantes, utilisée dans les vaccins depuis les années 1980 (comme le celui contre l'hépatite B), en espérant que cela serait plus facile à produire que la nouvelle technologie de vaccin à ARN. En décembre 2021, Corbevax a reçu une autorisation d'utilisation d'urgence de l'Inde, qui a précommandé 300 millions de doses.
En 2017, Bottazzi a reçu l'Ordre Gran Cruz Placa de Oro.
Elle est rédactrice en chef du Current Tropical Medicine Reports de Springer.